# Syrta (gmina w Libii)
Syrta (arab. سرت, Surt) – gmina w Libii ze stolicą w Syrcie.
Liczba mieszkańców – 103 tys.
Kod gminy – LY-SR (ISO 3166-2).
Surt graniczy z gminami:
- Adżdabija – wschód
- Al-Dżufra – południe
- Mizda – zachód
- Bani Walid – północny zachód
- Misrata – daleki północny zachód